# Ethmia fumidella delattini
Ethmia fumidella delattini é uma subespécie de insetos lepidópteros, mais especificamente de traças, pertencente à família Elachistidae.
A autoridade científica da subespécie é Agenjo, tendo sido descrita no ano de 1964.
Trata-se de uma subespécie presente no território português.